# Westia
Westia is een geslacht van vlinders uit de familie van de zakjesdragers (Psychidae). De wetenschappelijke naam van het geslacht voor het eerst geldig gepubliceerd in 1982 door Fletcher. De naam Westia kwam in de plaats van Porthetes die in 1932 door West was voorgesteld voor dit geslacht, maar bezet bleek door Porthetes Schoenherr, 1838, een geslacht van kevers. Het geslacht werd aanvankelijk ingedeeld bij de houtboorders (Cossidae), maar Thomas Sobczyk verplaatste het geslacht naar de zakjesdragers.

## Soorten
- Westia cyrtozona (West, 1932)
- Westia nigrobasalis Sobczyk, 2009
- Westia permagna Sobczyk, 2009